# Tairrie B
Tairrie B o Tairrie B Murphy, pseudonimo di Theresa Beth (Anaheim, 18 gennaio 1965), è una cantante, cantautrice e rapper statunitense, frontwoman dei gruppi musicali My Ruin e Manhole.

## Carriera
Tairrie B inizia la sua carriera musicale come parte del gruppo femminile di musica dance Bardeux. Dopo l'uscita del loro singolo di debutto Three-Time Lover nel 1987, abbandona il gruppo. Sotto la tutela di Eazy-E, leader degli N.W.A., viene successivamente ingaggiata dalla sua etichetta Ruthless Records (sotto una nuova veste denominata Comptown Records) e pubblica il suo primo album, The Power Of A Woman, prodotto insieme a Quincy Jones Jr. e distribuito da MCA Records (per il quale scrive non solo le canzoni, ma anche i testi), che si rivelò in seguito'unico album di Comptown Records. Oltre a Eazy-E, all'album partecipano con piccoli camei Schoolly D, Everlast, The D.O.C. e Dr. Dre. Con quest'ultimo nasce un'altercazióne ad una festa dopo gli Grammy Awards del 1990, durante la quale viene colpita al volto. Tensioni dovuti ai cambiamenti che Tairrie B porta in seguito all'ultima traccia dell'album (rinominata da I Ain't Yo Bitch a Ruthless Bitch che prevedeva la penna di Ice Cube o The D.O.C. e la produzione di Dr. Dre), quando essa rovescia il connotato negativo della parola "B.I.T.C.H" con la quale, nei versi iniziali, ci si riferiva alle cantanti, in "Being In Total Control of Herself".
Tairrie B inizia a lavorare al suo secondo album Single White Female, ma prima di rilasciarlo decise di cambiare la direzione musicale, lontana dal rap. Dopo la conclusione del contratto con Eazy-E, solo poche settimane prima della sua morte avvenuta nel 1995, costituisce i gruppi musicali Manhole (in seguito denominato Tura Satana) e My Ruin.
Nel dicembre 2008, Tairrie B sposa il suo partner storico, il chitarrista di My Ruin, Mick Murphy. Nel blog di Myspace della band ha dichiarato di aver cambiato il suo cognome in Murphy, ma che continuerà ad usare il nome Tairrie B nella musica.
Nel mese di agosto del 2015 Tairrie B torna alle sue radici rap con Vintage Curses, il suo terzo album in studio. Il 30 ottobre, il regista cult John Waters commenta la carriera e l'eredità di Tairrie B nel suo colloquio con Iggy Pop sulla BBC Radio 6 poco prima che alla radio venga trasmessa Ruthless Bitch (dell'album Power of a Woman) dicendo "... era parte della storia, era la prima ragazza bianca rapper che io ricordi".

## Discografia
- Power of a Woman, MCA Records, Comptown Records (1990)
- White Female (Digital Release) (1993), singolo[9]
- Vintage Curses (2015)
- Swingin' Wit' "T", MCA Records, Comptown Records (1990)
- Murder She Wrote, MCA Records, Comptown Records (1990)
- Beware The Crone (Digital Release) (2015)
- BTCHCRVFT, The House Of Capricorn (2016)